# Finspång (ciudad)
Finspång es una ciudad y capital del municipio homónimo, dentro de la Provincia de Östergötland, en Suecia. La ciudad poseía en 2012 cerca de con 13.500 habitantes. La ciudad de Finspång es conocida por ser una de las primeras ciudades industriales de Suecia. Las primeras industrias fueron establecidas en 1580 cuando se creó una industria de bolas de cañón en la ciudad.

## Historia

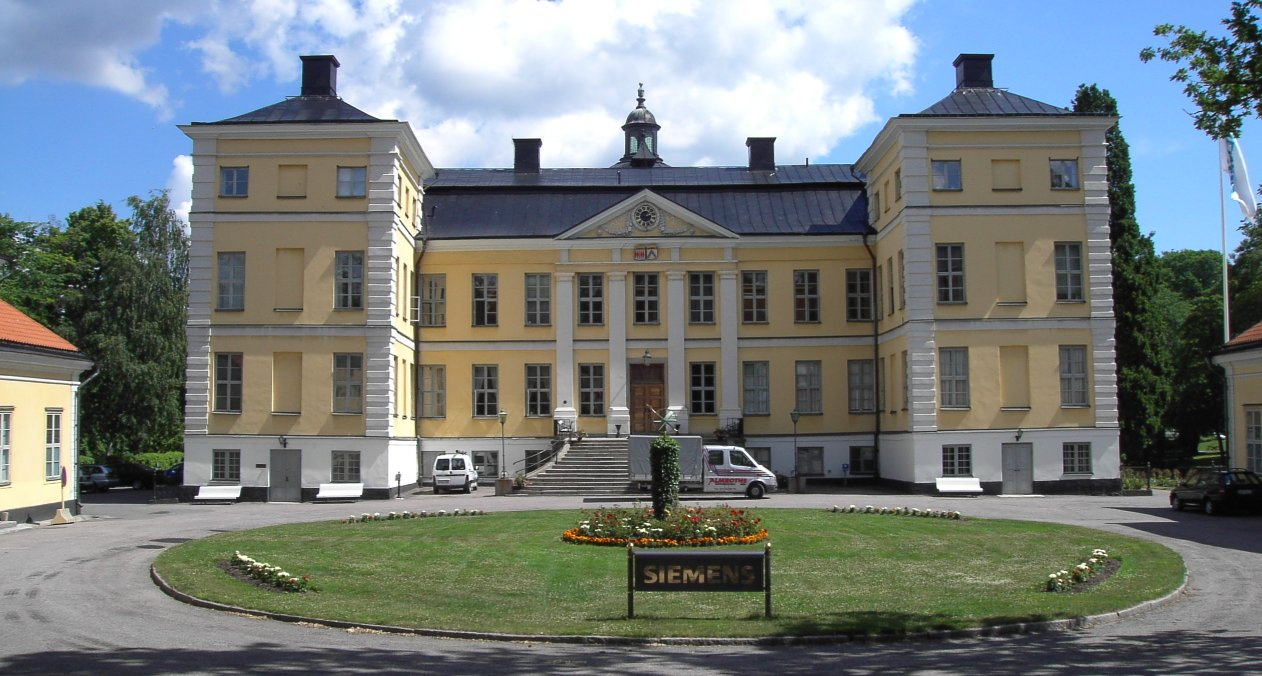
El castillo de Finspång en julio de 2005.

Finspång es una ciudad industrial tradicional. Las primeras industrias se establecieron entre los años 1580 y 1585, cuando fue fundado una fábrica real de cañones y balas de cañón. La industria continuó durante más de 300 años bajo la supervisión de la familia De Geer. El Castillo de Finspång fue construido por Louis Gerhard De Geer (1622-1695), y alrededor de ella se crearon numerosas industrias y un invernadero; éstos edificios originaron la ciudad de Finspång. Hoy las dos principales zonas industriales son los de turbinas y de procesamiento de metal.
Administrativamente Finspång permaneció parte del municipio rural de Risinge hasta 1942, cuando se hizo una ciudad de mercado (köping). Desde 1971 es la sede de la Municipalidad de Finspång. Actualmente, la ciudad es conocida por ser sede del club de fútbol Sonstorps IK (que milita en la 4ª división sueca) y por ser el lugar de nacimiento del músico Dan Swanö.

## Ciudades hermanadas
- Finlandia, Joutsa.